# Elitserien 1975/1976
Sezóna 1975/1976 byla 1. sezonou Švédské ligy ledního hokeje. Elitserien vznikla jako nástupkyně Švédské 1. ligy a stala se nezávislou na Švédském hokejovém svazu. Mistrem se stal tým Brynäs IF. Poslední dva týmy hrály baráž o udržení.
| Vysvětlivky                              |
| ---------------------------------------- |
| Tým nepostupující do semifinále play off |
| Tým hrající Kvalserien (baráž)           |

## Základní část
| Poř. | Tým                | Z  | V  | R  | P  | Skóre   | B  |
| ---- | ------------------ | -- | -- | -- | -- | ------- | -- |
| 1.   | Brynäs IF          | 36 | 23 | 5  | 8  | 228:136 | 51 |
| 2.   | Leksands IF        | 36 | 19 | 8  | 9  | 189:153 | 46 |
| 3.   | Färjestad BK       | 36 | 17 | 6  | 13 | 145:140 | 40 |
| 4.   | Skellefteå AIK     | 36 | 15 | 8  | 13 | 152:150 | 38 |
| 5.   | MoDo AIK           | 36 | 17 | 4  | 15 | 150:150 | 38 |
| 6.   | Södertälje SK      | 36 | 10 | 13 | 13 | 154:177 | 33 |
| 7.   | Västra Frölunda IF | 36 | 14 | 4  | 18 | 154:153 | 32 |
| 8.   | AIK                | 36 | 14 | 4  | 18 | 128:167 | 32 |
| 9.   | Djurgårdens IF     | 36 | 14 | 3  | 19 | 170:197 | 31 |
| 10.  | Timrå IK           | 36 | 7  | 5  | 24 | 134:181 | 19 |

## Play off

### Semifinále
- Brynäs IF - Skellefteå AIK 2:0 (9:2, 5:3)
- Leksands IF - Färjestads BK 0:2 (3:5, 3:8)

### O 3. místo
- Leksands IF - Skellefteå AIK 2:0 (11:4, 14:0)

### Finále
- Brynäs IF - Färjestads BK 2:0 (6:1, 6:5 P)